# Joseph Ignaz Philipp von Hessen-Darmstadt

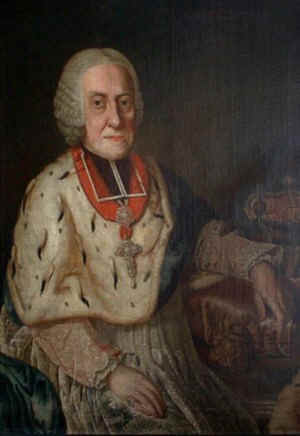
Fürstbischof Joseph Ignaz Philipp von Hessen-Darmstadt

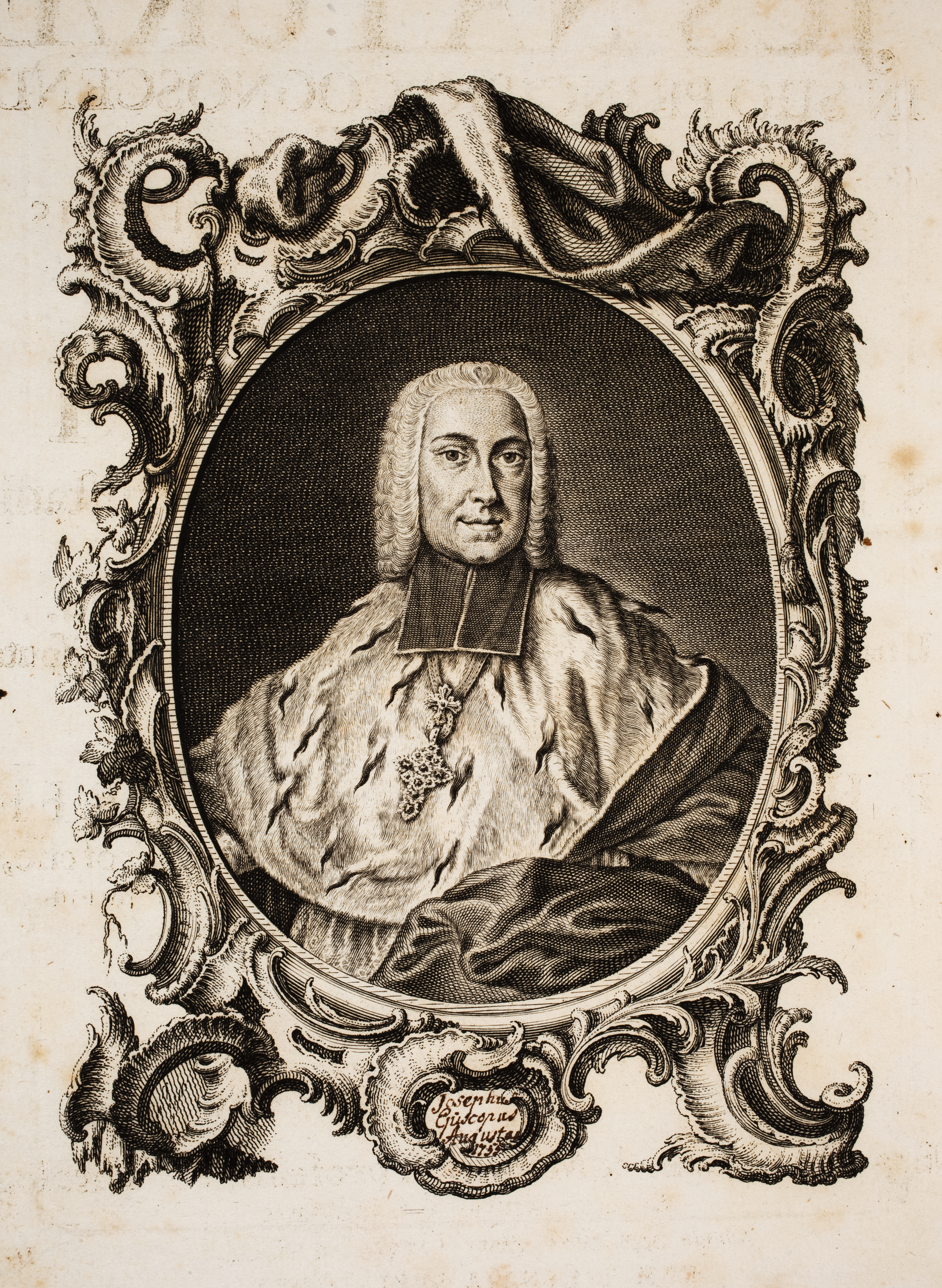
Joseph Ignaz Philipp von Hessen-Darmstadt

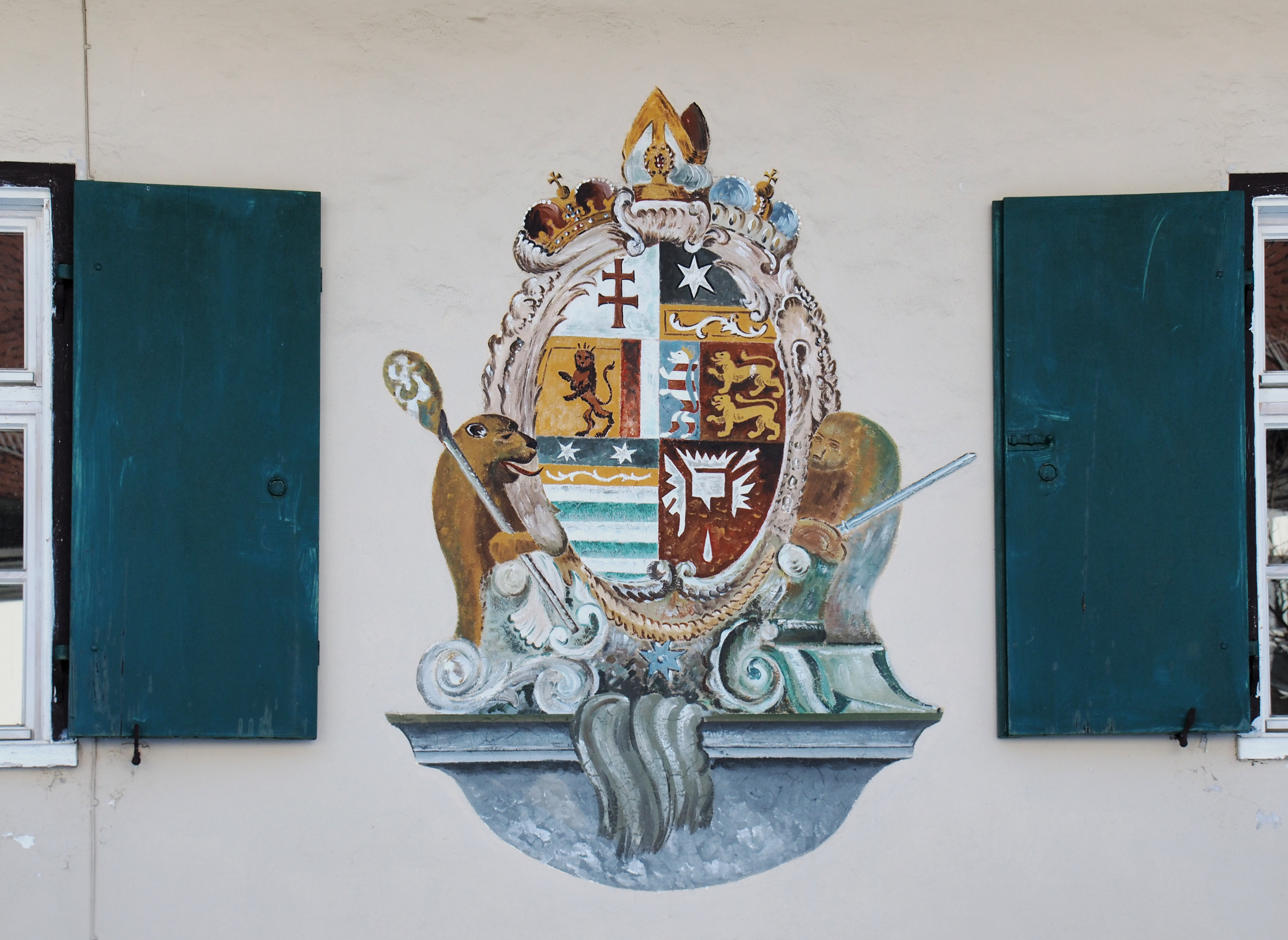
Wappen des Fürstbischofs

Joseph Ignaz Philipp von Hessen-Darmstadt (* 22. Januar 1699 in Brüssel; † 20. August 1768 in Plombières-les-Bains) war Prinz von Hessen-Darmstadt und Fürstbischof von Augsburg.
Seine Eltern waren Landgraf Philipp von Hessen-Darmstadt (1671–1736), ein jüngerer Bruder des regierenden Landgrafen Ernst Ludwig von Hessen-Darmstadt, und Prinzessin Marie Therese von Croy (1673–1714), eine Tochter von Ferdinand François Joseph von Croÿ, dem 3. Herzog von Havre.
Zwei seiner Brüder verstarben im frühen Kindesalter, seine Schwester Theodora (1706–1784) war mit dem Herzog Anton Ferdinand Gonzaga von Guastalla (1687–1729) verheiratet. Sein jüngerer Bruder Leopold (1708–1764) war kaiserlicher General.

## Die Bischofswahl
Er wuchs teilweise in Mantua auf, wo sein Vater ab 1714 als habsburgischer Gouverneur amtierte. Am 13. März 1729 wurde er zum Priester geweiht und am 18. August 1740 zum Bischof von Augsburg ernannt. Die Bischofsweihe am 12. Februar 1741 nahm der Augsburger Weihbischof Johann Jakob von Mayr vor. Seiner Wahl gingen seitens des Domkapitels starke Bemühungen voraus, die Wahl eines Wittelsbachers zum Bischof zu verhindern. Sie hätte mittel- und langfristig nicht nur die Wahlfreiheit des Domkapitels, sondern womöglich auch die reichsunmittelbare Stellung des Hochstifts an der pfalzbayerischen Grenze gefährdet. So sollte auf Drängen der Wittelbacher seit 1724 eigentlich der Freisinger und Regensburger Fürstbischof Johann Theodor von Bayern zum Koadjutor mit dem Recht der Nachfolge bestimmt werden. Mit Hilfe der Habsburger, in deren Diensten sowohl sein Vater wie auch sein Onkel Georg von Hessen-Darmstadt gestanden hatten, konnte sich aber Joseph von Hessen-Darmstadt durchsetzen.
Auch bei seiner eigenen Nachfolge spielte der Habsburg-Wittelbacher Gegensatz eine Rolle. Der am 29. April 1764 zum  Fürstbischof von Regensburg und Freising geweihte Fürstbischof Clemens Wenzeslaus von Sachsen wurde gleichzeitig zum Koadjutor des Augsburger Fürstbischofs bestimmt. Der Heilige Stuhl stimmte dieser Kandidatur unter der Bedingung zu, dass Clemens Wenzeslaus im Falle der Wahl auf eines seiner anderen Bistümer verzichtete.

## Sein Wirken als Bischof
Fürstbischof Joseph von Hessen-Darmstadt versuchte durch eine Reihe von Maßnahmen, eine standesgemäße Hofhaltung trotz der bescheidenen Möglichkeiten des Hochstifts Augsburg durchzuführen. So erreichte die Größe des Hofstaats in seiner Regierungszeit einen Höhepunkt. Die wirtschaftliche Situation sollte durch die Gründungen von Manufakturen verbessert werden. So wurde 1747 in Göggingen eine Fayencemanufaktur gegründet. Er war zudem ein großer Musikfreund, weshalb sich die fürstbischöfliche Hofkapelle in Augsburg bis zur Mitte des 18. Jahrhunderts zu einem ansehnlichen Ensemble entwickeln konnte, das immer wieder bekannte Komponisten der damaligen Zeit nach Augsburg führte.
Er versuchte auch zwischen 1743 und 1754 seine Residenz in Augsburg zu einer für einen Barockfürsten adäquaten Unterkunft auszubauen. Nach den Plänen des Eichstätter Baudirektor Gabriel de Gabrieli wurden drei einzelne Gebäude zu einem dreigeschossigen Gesamtbauwerk mit einer einheitlichen Fassade zusammengefasst. Der mittelalterliche Pfalzturm blieb dabei erhalten. Aus seiner Regierungszeit ist das ehemalige Tafelzimmer der Residenz im Rokokodekor und ein repräsentatives Treppenhaus erhalten. Das Treppenhaus wurde  Johann Georg Bergmüller 1752 mit Personifizierungen der drei Hauptflüsse des Bistums Augsburg (Donau, Lech und Wertach) und den vier Kardinaltugenden – Prudentia (Klugheit), Iustitia (Gerechtigkeit), Fortitudo (Tapferkeit) und Temperantia (Mäßigung) freskiert. Über allem wacht an der Decke die „Providentia Divina“, die göttliche Vorsehung.
Er hielt sich in seinen Residenzen in Augsburg und Dillingen allerdings nicht sehr häufig auf, sondern unterzog sich wegen seiner Gicht längeren Badekuren oder besuchte die Höfe in Mannheim, München und Stuttgart. Bei einem seiner Aufenthalte in Mannheim weihte er 1760 die dortige Jesuitenkirche. Auch zu den verwandten Herrscherhäusern in Hessen und England/Hannover hielt er eine intensive Korrespondenz. Die Kosten für seine Kuraufenthalte betrugen dabei in manchen Jahren fast 10 % des Stiftshaushalts. So starb er auch während einer Kur im französischen Badeort Plombières-les-Bains bei Épinal am 20. August 1768.